# Арлингтон (Минесота)
Арлингтон (енгл. Arlington) град је у америчкој савезној држави Минесота.

## Демографија
По попису из 2010. године број становника је 2.233, што је 185 (9,0%) становника више него 2000. године.
| Група             | 2000.         | 2010.         |
| Белци             | 1.910 (93,3%) | 1.975 (88,4%) |
| Афроамериканци    | 5 (0,2%)      | 3 (0,1%)      |
| Азијати           | 8 (0,4%)      | 15 (0,7%)     |
| Хиспаноамериканци | 124 (6,1%)    | 211 (9,4%)    |
| Укупно            | 2.048         | 2.233         |